# Darby Hendrickson
Darby Joseph Hendrickson (* 28. August 1972 in Richfield, Minnesota) ist ein ehemaliger US-amerikanischer Eishockeyspieler und derzeitiger -trainer, der während seiner aktiven Karriere zwischen 1991 und 2007 unter anderem 543 Spiele für die Toronto Maple Leafs, New York Islanders, Vancouver Canucks, Minnesota Wild und Colorado Avalanche in der National Hockey League (NHL) auf der Position des Centers bestritten hat. Darüber hinaus nahm er mit der US-amerikanische Nationalmannschaft an fünf Weltmeisterschaften sowie den Olympischen Winterspielen 1994 im norwegischen Lillehammer teil. Von 2010 bis Mai 2024 war Hendrickson als Assistenztrainer bei seinem Ex-Klub, den Minnesota Wild, tätig und fungiert in dieser Funktion seit Juni 2024 für die Nashville Predators.

## Karriere
Hendrickson verbrachte zwischen 1987 und 1991 eine herausragende Karriere an der High School, die ihm in seinem Abschlussjahr die Auszeichnung zum Minnesota Mr. Hockey, dem besten High-School-Spieler des US-Bundesstaates Minnesota, bescherte. Bereits im NHL Entry Draft 1990 war der Stürmer in der vierten Runde an 73. Position von den Toronto Maple Leafs aus der National Hockey League ausgewählt worden. Anschließend verbrachte er zwei Jahre an der University of Minnesota mit deren Eishockeymannschaft er in der Western Collegiate Hockey Association, einer Division im Spielbetrieb der National Collegiate Athletic Association antrat. Nach 55 Scorerpunkten in seinem ersten Jahr sicherte er sich die Auszeichnung zum Rookie des Jahres. Im folgenden Jahr sicherte er sich mit dem Team die Divisionsmeisterschaft.
Daraufhin verließ der Angreifer die Universität und wechselte zur Saison 1993/94 in den US-amerikanischen Eishockeyverband USA Hockey. Mit der Auswahl bereitete er sich im Verlauf des Jahres intensiv auf die Olympischen Winterspiele 1994 im norwegischen Lillehammer vor, für die er schließlich nominiert wurde. Nach den Winterspielen wechselte der Olympionike in das Franchise der Toronto Maple Leafs. Nachdem er seine ersten Spiele im Profibereich für deren Farmteam, die St. John’s Maple Leafs, in der American Hockey League absolviert hatte, debütierte er schließlich in den Play-offs für Toronto in der NHL. Den Großteil der durch den Lockout massiv verkürzten NHL-Saison 1994/95 verbrachte er dann in St. John’s, kam im Verlauf der acht NHL-Spiele für Toronto aber auch zu seinem ersten Scorerpunkt. In der Spielzeit 1995/96 lief Hendrickson regelmäßiger für die Toronto Maple Leafs auf, ehe er Mitte März 1996 Teil eines Transfergeschäfts wurde. Gemeinsam mit Sean Haggerty, Kenny Jönsson und dem Erstrunden-Wahlrecht im NHL Entry Draft 1997 wechselte der US-Amerikaner zu den New York Islanders, die im Gegenzug Wendel Clark, Mathieu Schneider und D. J. Smith nach Toronto abgaben. Nach 16 Einsätzen bei den Islanders holten die Maple Leafs den Stürmer im Sommer 1997 im Tausch für ein Fünftrunden-Wahlrecht im NHL Entry Draft 1998 aber wieder zurück.
Hendrickson verbrachte daraufhin drei weitere Spielzeiten in der kanadischen Metropole und gehörte dort zum Stammpersonal. Im Februar 1999 wurde er im Tausch für Chris McAllister von den Vancouver Canucks erneut transferiert. Allerdings wurde er auch dort nicht heimisch. Nach Einsätzen für die Canucks und deren AHL-Farmteam Syracuse Crunch im Verlauf des Spieljahres 1999/2000 ließen ihn die Canucks für den NHL Expansion Draft 2000 ungeschützt, woraufhin er von den neu gegründeten Minnesota Wild ausgewählt wurde. Dort verbrachte der Mittelstürmer die folgenden vier Spielzeiten und fungierte aufgrund seiner Erfahrung für einen Teil der Saison 2000/01 als Mannschaftskapitän. In derselben Spielzeit stellte er mit 27 Scorerpunkten auch eine Karrierebestmarke auf und gehörte zu den populärsten Spielern der Anfangsjahre des Franchises. Die Saison 2002/03 verpasste Hendrickson weitgehend aufgrund einer Armverletzung, sodass er erst im letzten Saisondrittel in den Spielbetrieb einstieg. Mit fünf Scorerpunkten in 17 Einsätzen hatte er in den anschließenden Play-offs aber maßgeblichen Anteil am Einzug der Wild bis in die Vorschlussrunde.
Die Spielzeit 2003/04 verlief für den US-Amerikaner sportlich enttäuschend. Im Verlauf der Saison wurde er ins Farmteam zu den Houston Aeros geschickt. Um jedoch noch einmal in der NHL zu spielen, wurde er im Februar 2004 von der Colorado Avalanche verpflichtet. Diese erhielten im Rahmen des Transfergeschäfts auch ein Achtrunden-Wahlrecht im NHL Entry Draft 2004. Als Gegenleistung gaben sie ein Viertrunden-Wahlrecht im NHL Entry Draft 2005 an Minnesota ab. Mehr als 26 Spiele absolvierte er aber nicht für das Team aus Denver.
Aufgrund eines erneuten Lockouts in der NHL, der sich im Herbst 2004 abzeichnete, wechselte Hendrickson nach Europa, wo er im Oktober einige Spiele für den lettischen Hauptstadtklub HK Riga 2000 bestritt. Dazu hatte er sich mit seinem einstigen Mannschaftskollegen und Freund Sergejs Žoltoks bereit erklärt. Nach dem plötzlichen und unerwarteten Tods Žoltoks’ am 3. November 2004 während eines Meisterschaftsspiels in der belarussischen Hauptstadt Minsk verließ Hendrickson das Team jedoch wieder. Zur Saison 2005/06 verpflichtete sich der US-Amerikaner beim österreichischen Klub EC Red Bulls Salzburg. Dort ließ er in den folgenden beiden Spieljahren seine Karriere in der Erste Bank Eishockey Liga ausklingen, die er im Sommer 2007 im Alter von 34 Jahren beendete. Zuvor hatte er mit den Salzburgern den Österreichischen Meistertitel errungen.
Nach einer dreijährigen Pause kehrte Hendrickson zur Saison 2010/11 in die NHL zurück. Er wurde als Assistenztrainer von seinem Ex-Klub, den Minnesota Wild, verpflichtet und arbeitete dort unter den Cheftrainern Todd Richards, Mike Yeo, John Torchetti, Bruce Boudreau, Dean Evason und John Hynes, ehe die Zusammenarbeit im Mai 2024 nach 14 Jahren in dieser Position beendet wurde. Bereits im Juni 2024 wurde er dann in gleicher Funktion von den Nashville Predators verpflichtet.

### International
Für sein Heimatland bestritt Hendrickson die Olympischen Winterspiele 1994 im norwegischen Lillehammer, die die US-Amerikaner auf dem achten Rang abschlossen. Des Weiteren lief er bei den Weltmeisterschaften 1996, 1997, 1999, 2000 und 2001 auf. Dabei konnte er bei der Weltmeisterschaft 1996 in der österreichischen Hauptstadt Wien die Bronzemedaille gewinnen. Bei großen internationalen Turnieren trug der Stürmer insgesamt 46-mal das Trikot der US-Amerikaner und verbuchte dabei 13 Scorerpunkte.

## Erfolge und Auszeichnungen
| - 1991 Minnesota Mr. Hockey - 1992 WCHA Rookie of the Year - 1993 Broadmoor-Trophy-Gewinn mit der University of Minnesota | - 2006 Österreichischer Vizemeister mit dem EC Red Bulls Salzburg - 2007 Österreichischer Meister mit dem EC Red Bulls Salzburg |

### International
- 1996 Bronzemedaille bei der Weltmeisterschaft

## Karrierestatistik

### International
Vertrat die USA bei:
| - Olympischen Winterspielen 1994 - Weltmeisterschaft 1996 - Weltmeisterschaft 1997 | - Weltmeisterschaft 1999 - Weltmeisterschaft 2000 - Weltmeisterschaft 2001 |

(Legende zur Spielerstatistik: Sp oder GP = absolvierte Spiele; T oder G = erzielte Tore; V oder A = erzielte Assists; Pkt oder Pts = erzielte Scorerpunkte; SM oder PIM = erhaltene Strafminuten; +/− = Plus/Minus-Bilanz; PP = erzielte Überzahltore; SH = erzielte Unterzahltore; GW = erzielte Siegtore; 1 Play-downs/Relegation; Kursiv: Statistik nicht vollständig)